# Паничище
Панѝчище е курорт в Южна България. Той се намира в община Сапарева баня, област Кюстендил.

## География
Разположено е в планината Рила на около 10 km на югоизток от град Сапарева баня.

## Културни и природни забележителности
Курортното селище Паничище е разположено сред красиви и стари иглолистни гори в Рила планина. Има много почивни бази, хижи, спа хотели и профилакториуми, ски-влек с добра писта. Паничище е начална точка за пешеходни маршрути за хижите Пионерска, Ловна, Скакавица, Вада, Рилски езера, Седемте езера и др. В района се намира и най-ниското ледниково езеро в Рила – Сухото езеро.

## Други
От хижа Пионерска в Паничище до хижа Рилски езера през 2009 г. е пуснат седалков лифт с денивелация от 1580 м надморска височина на 2100 м за 16 минути. Лифтът помага да се избегне най-стръмният участък по маршрута към и от Седемте рилски езера. Дължината му e 2,2 км, а капацитетът му е 700 туристи на час.